# Héritage (droit)

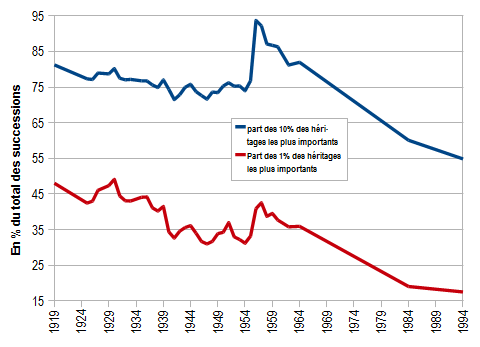
La part des 1 % et 10 % des successions les plus importantes dans le total des successions en France (1919-1994). Données de Thomas Piketty.

Pour les articles homonymes, voir Héritage.
Vous pouvez aider à l'améliorer ou bien discuter des problèmes sur sa page de discussion.
- Son contenu est peut-être sujet à caution et doit absolument être sourcé. Si vous connaissez le sujet traité ici, vous pouvez le retravailler à partir de sources pertinentes en utilisant notamment les notes de bas de page. (Marqué depuis janvier 2022)
- Son contenu est évasif ou trop peu précis. Améliorez sa qualité à l'aide des conseils sur les sources. (Marqué depuis janvier 2022)
- Il est à actualiser. Certains passages sont obsolètes ou annoncent des événements désormais passés. (Marqué depuis janvier 2022)

- Archive Wikiwix
- Bing
- Cairn
- DuckDuckGo
- E. Universalis
- Gallica
- Google
- G. Books
- G. News
- G. Scholar
- Persée
- Qwant
- (zh) Baidu
- (ru) Yandex
- (wd) trouver des œuvres sur Wikidata

L'héritage désigne l’ensemble des biens, des droits, éléments des patrimoines culturels transmis d’une génération à l’autre. En droit, il s’agit du patrimoine qu’une personne laisse à son décès, transmis selon des règles successorales. Par extension, le terme englobe également les héritages symboliques, culturels, religieux, linguistiques, ou sociaux, tels que le patronyme, les mœurs, les pratiques ou les croyances.
Cet article traite principalement de l’héritage des biens matériels, tout en proposant une ouverture sur la pluralité des formes d’héritage dans les sociétés humaines.

## Transmission du patrimoine
La transmission patrimoniale s'effectue généralement après le décès d'une personne. Celle-ci peut organiser la répartition de ses biens par testament olographe, manuscrit rédigé de sa main, sans intervention d'un notaire ; soit sous la forme d'un acte authentique reçu par un officier public compétent, ou un notaire, qui fait foi de son contenu en raison des formalités légales respectées.
En l'absence d'un testament, l'acte de notoriété ou dévolution successorale est régie par les lois en vigueur dans chaque État, qui désignent les héritiers légaux et précisent les modalités de partage.
Les bénéficiaires de la succession sont le plus souvent les proches du défunt — conjoint, enfants, petits-enfants, frères, cousins, etc — mais il est également possible, selon la volonté exprimée, de transmettre tout ou partie de son patrimoine à des personnes sans lien familial ou à des personnes morales, telles que des institutions, entreprises, associations, voire à des collectivités publiques comme les communes, départements ou régions.
En France, par exemple, les collectivités territoriales, dotées de la capacité juridique, peuvent recevoir des Donations ou legs par testament, à condition que ceux-ci soient consentis sans charge ni condition spécifique.

## Taxation
Dans de nombreux pays, dont la France, le Japon et la Corée du Sud, l’Administration fiscale taxe la transmission des successions. Le rapport 2021 de l'Organisation de coopération et de développement économiques, (OCDE) indique que 24 des 38 pays membres appliquent un impôt sur les successions ou donations. Ils étaient 20 en 2018. La taxation varie selon le degré de parenté entre le défunt et les bénéficiaires, le montant de l'héritage, et d'autres critères propres à chaque législation nationale.

### Critique de la taxation
(avril 2022).
Les conservateurs et les libéraux sont opposés aux taxes, car la taxation peut amener à diviser le capital. Dans le cas de transmission de patrimoine « difficilement divisible » (immeuble, entreprise, etc.), cela est parfois, selon eux, difficile à mettre en pratique. Dans le cas des entreprises, les conservateurs pensent que la direction de l'entreprise et son intégrité doivent être préservées, et pensent que sa propriété privée doit être maintenue.
Bien évidemment, les courants politiques opposés au libéralisme économique pensent pour leur part que l'héritage doit être lourdement taxé, voire supprimé, et que, l'intégrité de l'entreprise étant jugée plus importante que celle de sa direction, l'existence de taxes élevées est moralement justifiée.
Pour les libéraux, l'environnement dans lequel nous vivons n'est pas un dû, mais le résultat du travail humain passé. Le travail de quelqu'un ne disparaît pas après sa mort : tout le monde continue d'en bénéficier après. Donc, il est normal qu'il puisse choisir qui va en bénéficier.

## Héritage en question

### Formule mathématique
Pour obtenir le flux économique de succession annuel dans une région donnée, il suffit de calculer :    {\displaystyle b_{y}={{\mu \times m\times \beta } \over 100}\times Y}    où μ est le rapport entre le patrimoine moyen des morts et celui des vivants, m le taux de mortalité en pourcentage, β le rapport entre le patrimoine privé total et le revenu national (soit {\displaystyle K \over Y}), et Y le revenu national.

### La place de l'héritage dans l'histoire
Le XVIIIe siècle est un siècle charnière, la vie change, les biens consommés aussi, notamment dans l'ordre nobiliaire et il y  a aussi ce double mécanisme « d'échanges et de don ». Le luxe est ainsi transformé en charité. Le XVIIIe siècle voit une habilitation de certains superflus, la dépense est un confort matériel. On trouve une société stationnaire, bienveillante, mais aussi qui aime l'abondance et le luxe, primordial. On voit : le mobilier, les vêtements, la cuisine, le sommeil, les repas, la culture, la réception, l'hygiène (changements réels dans la société). Il s'agit d'un âge de magnificence, un âge de luxe et c'est ainsi pour cela notamment, qu'on qualifie le XVIIIe siècle de « beau XVIIIe siècle ».

### Reproduction de la classe dominante
Au cours des siècles, l'héritage a toujours été un moyen de reproduction des élites. Par exemple : les dynasties souveraines, la noblesse, aujourd'hui la grande bourgeoisie, etc.
Furetière dit dans son dictionnaire universel que l'héritage, serait la « succession, hérédité » ; l'héritage finit par devenir le texte référence et à s'imposer. Ce dont une personne hérite « n'est point dû à notre propre chef » mais transmis par le fameux « testament », acte officiel instaurant la notion du sang, par la filiation, donnant une véritable identité à des biens passant d'un auteur à un autre. L'héritage n'est cependant pas juste l'acquis ; l'héritier change l'héritage. Ainsi, un héritage peut vite être totalement vidé pour le faire augmenter ; en l'inventoriant, en le modifiant, on finit par mieux le posséder ! L'héritage est confronté à l'autorité d'autrui, le besoin aussi de s'en sortir par des procédures quand il en devient trop contraignant.
On hérite souvent d'un défunt, cependant, hériter, c'est aussi un mode d'existence par un bien qui ainsi récupère une « seconde vie » et peut continuer. Le maître-mot de la lecture d'un héritage et le mot « libre » qui donne ainsi naissance aux conflits en se revendiquent certaines successions alternatives. Certains legs sont explicites, car les héritiers sont alors désignés, mais certains propriétaires s'identifient d'eux-mêmes le patrimoine qu'ils vont identifier comme à eux, d'autres s'installent dans un déni d'héritage.

### Principe égalitaire au sein des familles
Le principe juridique de l'avance d'hoirie, inscrit dans la loi de nombreux pays, fait qu'un don effectué au bénéfice d'un enfant doit être pris en compte lors du partage après la mort du donataire, pour assurer un certain équilibre. Le donataire peut cependant préciser par écrit qu'il s'agit d'un don « hors part successorale », mais le total réservé à un ou plusieurs enfants ne peut dépasser le quart du patrimoine total.

### Critique morale
Cette conception plonge ses racines dans la « morale judéo-chrétienne », puis a été reprise par différents courants de pensée : marxisme, anarchisme, communisme, socialisme, etc.
Il serait injuste de profiter d'un capital sans avoir travaillé pour l'obtenir.
L'héritage est en contradiction complète avec cette idée. Le droit des successions encadre cependant l'héritage, dans un souci égalitaire, via le principe de l'avance d'hoirie.
Les héritages se trouvent souvent disséminés dans tous les endroits du royaume, on retrouve l'agrandissement du patrimoine et des lignages, quand ils sont contractés par des héritiers fortunés.Le duc de Rohan par exemple se développe dans le Poitou, « combiné avec la présence d'une Cour, l'élargissement de son domaine géographique, son patrimoine, ses charges dites à la noblesse proche du souverain et d'une dimension au-delà de la province pour permettre un rôle politique, sociale. On voit des réseaux, de clients d'abord, des implantations de certains royaumes, ensuite, relayant du pouvoir royal, s'y opposant aussi parfois ». On voit dans l'héritage la notion de puissance, d'élégance et de fierté par la détention de certains biens, naît d'alliances matrimoniales, d'héritages aussi.

## Par pays

### France
L'héritage moyen en France est de l'ordre de 120 800 € dans les années 2010, tandis que l'héritage médian (incluant les donations) est de moins de 70 000 € au cours d'une vie.
Selon un rapport de France Stratégie publié en 2018, seuls 33 % des Français ont touché un héritage, ils sont 45 % à envisager en toucher un dans le futur. Le montant de la transmission par héritage est passé en France de 60 milliards d'euros en 1980 à 250 milliards d'euros en 2015[citation nécessaire].
Selon l'analyse de l'économiste Thomas Piketty, au cours du XXe siècle, l'âge moyen au décès est passé d'à peine 60 ans à près de 80 ans, l'âge moyen pour hériter est, quant à lui, passé de 30 à 50 ans,.
Le patrimoine net médian des ménages de 60 à 69 ans est de 219 400 € en 2015. Depuis les années 2000, le patrimoine des plus de 60 ans a particulièrement augmenté du fait de l'augmentation de la valeur de l'immobilier. Le patrimoine brut moyen des 60 % de la population Français les plus aisés est majoritairement composé de patrimoine immobilier. Ce patrimoine immobilier représente plus de 68 % du patrimoine de cette catégorie, à l'exception des 10 % les plus riches, où cette part redescend à 51 %,.
L'imposition de l'héritage est fortement impopulaire, menant à des débats périodiques sur sa réforme. Selon une étude du Centre de recherche pour l'étude et l'observation des conditions de vie pour France Stratégie, 75 % de la population pensent que les donations et héritages aux enfants sont taxés au-dessus de 5 %, de 36 % les pensent même au-dessus de 20 %, alors qu'ils le sont en réalité à moins de 5 %. En moyenne, les Français pensent à tort que l'héritage entre époux est taxé à hauteur de 22 % alors que depuis 2007, ce type d'héritage n'est plus taxé.
En 2021, des abattements s'appliquent aux héritages en fonction du lien de parenté avec le défunt, celui-ci est de 100 000 € pour un enfant, un père ou une mère, de 15 932 € pour un frère ou une sœur, de 7 967 € pour un neveu ou une nièce ou de 1 594 € en l'absence d'un autre abattement applicable.
83 % des héritages ne font pas l'objet d'une imposition au motif qu'il ne dépasse pas les abattements fiscaux en vigueur.
En France, les inégalités liées à l'héritage sont sensiblement plus importantes que les inégalités de revenus. La fortune héritée représente 60 % du patrimoine total des Français et la tendance est à l'augmentation.

### Suisse
En Suisse, le montant total des fortunes héritées est en forte augmentation. Il est passé de 36 milliards de francs suisses en 1990 à 95 milliards en 2020,.
Le taux d'imposition sont variables selon les cantons. Le taux d'imposition moyen des héritages est passé de 4,1 % en 1999 à 1,4 % en 2019,.